# Alois Balán
Alois Balán (2. února 1891 Valašské Meziříčí – 11. května 1960 Brno nebo Zlín) byl český racionalistický a funkcionalistický architekt. Se svým spolupracovníkem Jiřím Grossmannem se v období tzv. první československé republiky výrazně podílel na realizaci řady významných staveb v Bratislavě.

## Životopis
Narodil se ve Valašském Meziříčí na Valašsku do rodiny učitele řezbářství. V rodném městě vystudoval dřevařskou školu, následně absolvoval studium architektury na Českém vysokém učení technickém v Praze, které zakončil roku 1914. 

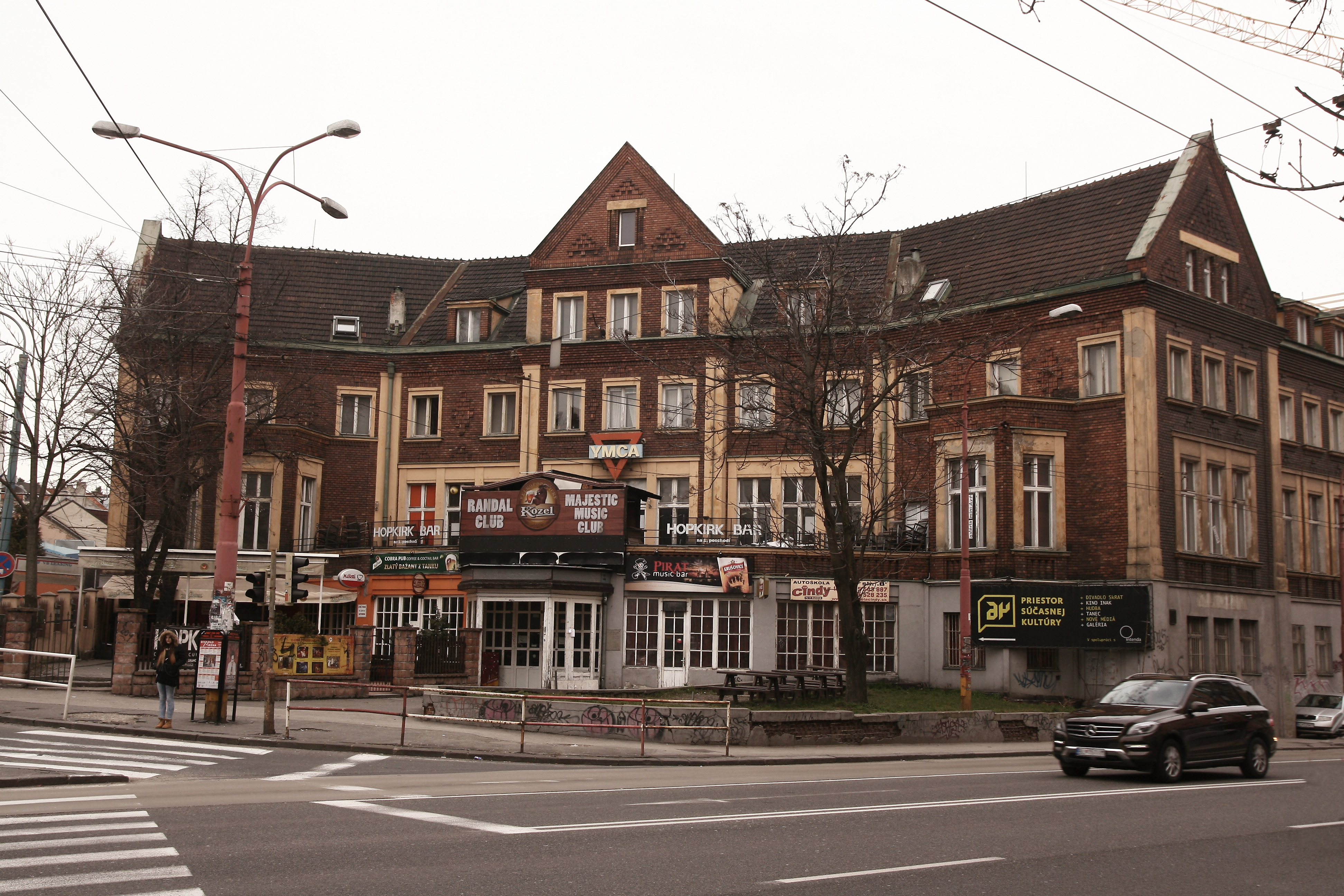
Budova YMCA, Bratislava (1920)

V roce 1919 si otevřel ateliér v Bratislavě, která se vznikem Československa nabyla nového významu a začala se významně stavebně rozvíjet. Jeho počáteční tvorba byla klasická, s určitou kubistickou tendencí, ovlivněná prací architektů Josefa Gočára a Pavla Janáka. Mezi jeho díly z tohoto období vyniká budova YMCA v Bratislavě z roku 1920.
V roce 1922 se spojil s Jiřím Grossmannem, původem z Prahy, a založili společnou firmu. Jejich tvorba pak zaznamenala výrazný příklon k racionalismu. Společně s Grossmannem v Bratislavě navrhli řadu veřejných, státních či soukromých staveb různých účelů. Rovněž byl spoluautorem regulačních plánů Bratislavy, Púchova, Malacek a Lučence. 
Po vzniku samostatného Slovenského štátu 14. března 1939 a rozpadu Československa se v rámci odsunu Čechů vrátil do Valašského Meziříčí, kde byl zaměstnán jako pedagog na dřevařské škole. Rovněž zde působil jako městský architekt a realizoval zde stavby budovu spořitelny a domů pro lékaře poblíž městské nemocnice.
V této pozici skončil po únoru 1948, následně pracoval na oddělení územního plánování KNV Gottwaldov (Zlín).
Alois Balán zemřel 11. května 1960 v Brně, nebo ve Zlíně, ve věku 69 let.

## Dílo (výběr)
- Budova YMCA, Bratislava (1920)[4]
- Klub slovanských umělců, Bratislava (společně s J. Grossmannem, 1925)[3]
- Učňovské pokračovací školy (Škola uměleckých řemesel), Bratislava (1928–1937)
- Jaronova vila, Bratislava (společně s J. Grossmannem, 1930)
- Okresní úřad sociálního zabezpečení, Bratislava (1939)